# Georg Hartmann (Forscher)
Georg Hartmann (* 4. August 1865 in Dresden; † 12. Juli 1946 in Grammersdorf) war ein deutscher Major der Landwehr, Geograph sowie Forschungsreisender und Kolonialpolitiker in Afrika. Hartmann entdeckte eine weitere bis dahin unbekannte Unterart des Bergzebras, das nach seiner Frau Anna „Hartmannzebra“ (Equus zebra hartmannae) benannt wurde.

## Leben
Er war verheiratet seit 1898 mit Anna Woermann, Tochter des Schiffsreeders Adolph Woermann, Hamburg.
Aus der Ehe sind vier Kinder hervorgegangen: Edel, Ilse, Harald und Gudrun. Hartmann besuchte das Realgymnasium in Dresden und danach die Technische Hochschule Dresden und studierte in Leipzig an der Universität Mathematik, Physik und Geographie. Das Staatsexamen und Promotion zum Dr. phil. folgten im Jahr 1889.
Hartmann war aktiver Offizier beim Infanterie-Regiment „König Ludwig III. von Bayern“ (3. Königlich Sächsisches) Nr. 102 in Zittau und wurde zum damaligen Auswärtigen Amt des Deutschen Reiches abkommandiert. Von 1893 bis 1908 in der damaligen deutschen Kolonie Deutsch-Südwestafrika, dem heutigen Namibia, tätig als Generalbevollmächtigter der South West Africa Company, als Direktor der Otavi Minen- und Eisenbahn-Gesellschaft und der Gibeon-Schürfgesellschaft. Weitere Forschungsreisen im Dienst der South West Africa Company und der Otavi Minen- und Eisenbahn-Gesellschaft in Deutsch-Südwestafrika, im Ovamboland sowie in Südangola folgten.
1908 kaufte Hartmann einen Teil des adligen Gutes von der Familie Sametzki im Oderbruchdorf Rathstock. Er war wissenschaftlich tätig, hielt Vorträge und veröffentlichte viele Schriften auf den Gebieten Staat, Soziologie und Geschichte.
Hartmann unterstützte die örtliche Kirche und den ortsansässigen Sportverein. Am Ersten Weltkrieg nahm er als Offizier in Bessarabien, Polen und an der Westfront teil.
1939 verkaufte Hartmann den Besitz und zog mit seiner Frau nach Frankfurt (Oder), wo seine Frau 1941 nach schwerer Krankheit verstarb. Die umfangreiche Sammlung afrikanischer Trophäen deponierte er im Herrenhaus der Familie von Wittich im Nachbarort Reitwein. Sie sind seit dem Zweiten Weltkrieg verschollen.
Hartmann starb als Flüchtling am 12. Juli 1946 im Alter von 80 Jahren in Grammersdorf (Schleswig-Holstein).

## Forschungsreisen

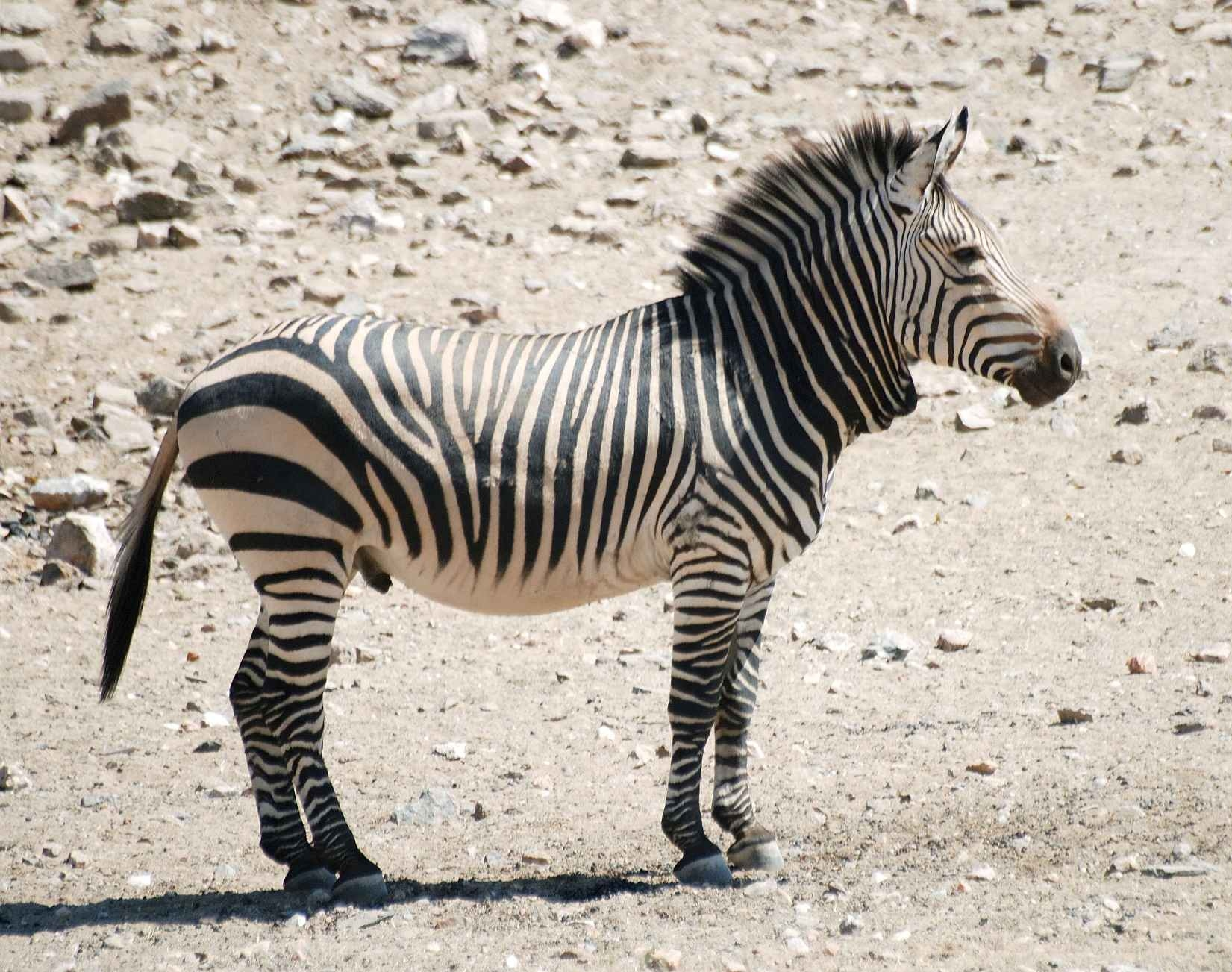
Equus zebra hartmannae

- 1893: Reise vom Groß-Namaland bis zur Kapkolonie
- 1894: Mitbegründer der Stadt Grootfontein im Nordosten des heutigen Namibia
- 1894 bis 1900 für die Kaoko-Land- und Minen-Gesellschaft drei große Expeditionen ins Kaokoveld zur Erforschung der Nordgebiete auf landwirtschaftliche und bergbauliche Verwertung
- 1901: Expedition am Kunene (Fluss) entlang und Entdeckung des Kunene-Wasserfalls
- 1906 bis 1908 Expedition in das Namaland zur Erforschung des sog. Blaugrundkraters auf Diamanten

## Werke
- Verhandlungen der Gesellschaft für Erdkunde zu Berlin, 1897[4]
- Meine Expedition 1900 in das nördliche Kaokofeld, Berlin 1903[4]
- Kartographische Aufnahme der Nordgebiete des damaligen Deutsch-Südwestafrika (1893–1900) im Maßstab 1 : 300.000, Hamburg 1904
- Kolonialpolitische, geographische und soziologische Abhandlungen und Broschüren über Afrika

## Ehrungen
Im Kaokoveld (heutiges Nordost-Namibia) sind Landschaften (Hartmanntal, Hartmannberge) nach ihm benannt.